# Bartholomeus Tinnappel
Bartholomeus Tinnappel (* in Reinfeld (Holstein); † 29. Juli 1566 auf See vor Gotland) war ein Bürgermeister der Hansestadt Lübeck.

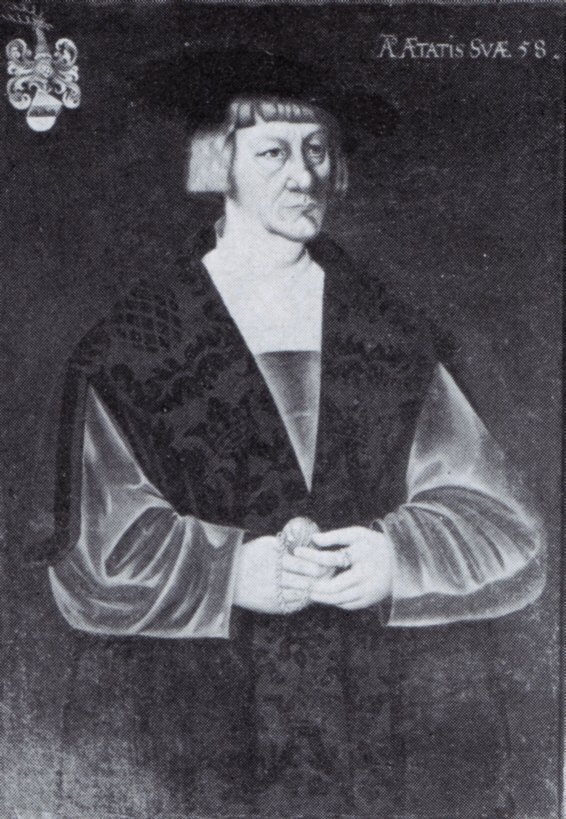
Bartholomeus Tinnappel in der Bürgermeistergalerie im Lübecker Rathaus (mit Familienwappen)

## Leben
Tinnappel kam 1500 nach Lübeck und wurde 1544 in den Rat der Stadt gewählt und nahm dort von 1562 bis 1566 die Funktion des Kämmereiherrn war. 1564 wählte ihn der Rat zu einem der Bürgermeister der Stadt. Er vertrat die Stadt zweimal in den Jahren 1544 und 1549 bei König Christian III. von Dänemark und 1560 auf dem Reichstag des Königs Friedrich II. in Odense. Er war Teilnehmer der Versammlung im Jahr 1563 in Segeberg, die über den Krieg gegen Schweden befand und vertrat die Stadt im gleichen Jahr auf der Friedenskonferenz in Rostock. Er vertrat Lübeck auf den Hansetagen der Jahre 1556, 1559, 1562 und 1564. Als Bürgermeister und kommandierender Admiral der Flotte lieferte er sich im Juli 1566 mit den Schweden unter Claus Horn im Dreikronenkrieg ein Seegefecht zwischen den Inseln Öland und Gotland. In der Nacht zum 29. Juli 1566 sank sein Schiff mit 14 weiteren Schiffen und 6000 Männern seiner Flotte in einem schweren Sturm auf Reede vor der gotländischen Stadt Visby. Sein Unteradmiral, der Ratsherr Cordt Wolters, konnte hingegen knapp gerettet werden.
Tinnappels von Jost de Laval gemaltes Epitaph hängt in der Marienkirche zu Visby. Seine Grabplatte wurde 1853 in der Marienkirche zu Visby dokumentiert.

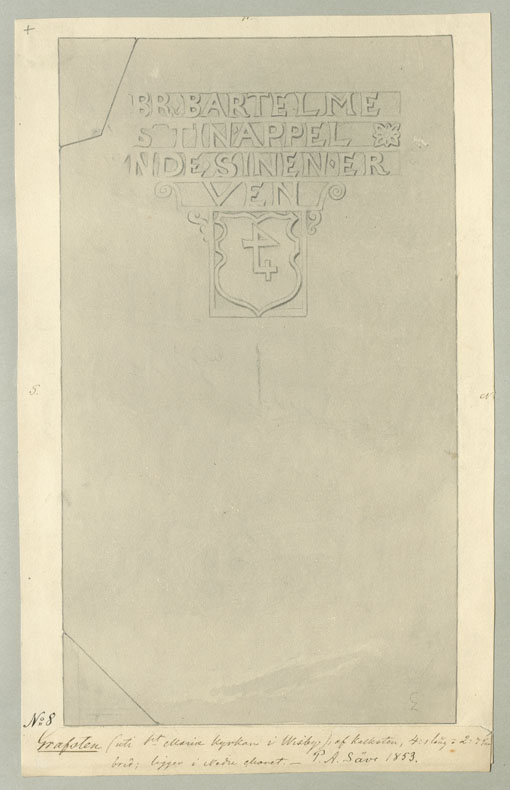
Grabplatte Tinnappels im Dom zu Visby (noch mit Hausmarke anstatt Familienwappen)
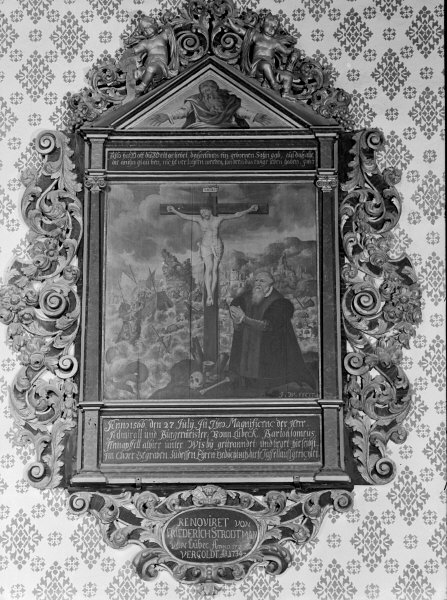
Epitaph Tinnappel im Dom zu Visby